# Damla Çelik
Damla Çelik (* 25. Juni 1997) ist eine türkische Leichtathletin, die sich auf den Mittelstreckenlauf spezialisiert hat.

## Sportliche Laufbahn
Erste internationale Erfahrungen sammelte Damla Çelik im Jahr 2015, als sie bei den Junioren-Balkan-Meisterschaften in Pitești in 2:11,98 min die Silbermedaille im 800-Meter-Lauf gewann und sich in 4:28,44 min auch über 1500 m die Silbermedaille sicherte. Im Dezember gelangte sie bei den Crosslauf-Europameisterschaften in Hyères mit 14:56 min auf Rang 71 im U20-Rennen. Im Jahr darauf belegte sie bei den Balkan-Hallenmeisterschaften in Istanbul in 4:31,27 min den fünften Platz im 1500-Meter-Lauf und im Sommer belegte sie bei den U20-Balkan-Meisterschaften in Bolu mit 2:16,36 min Rang vier über 800 m und gewann in 4:31,78 min die Bronzemedaille über 1500 m. Anschließend verpasste sie bei den U20-Weltmeisterschaften in Bydgoszcz mit 4:28,64 min den Einzug ins Halbfinale. 2017 wurde sie bei den Balkan-Hallenmeisterschaften in Belgrad in 2:12,50 min Fünfte über 800 m im Sommer kam sie bei den U23-Europameisterschaften in Bydgoszcz mit 2:14,15 min nicht über die Vorrunde hinaus. Im Jahr darauf gewann sie bei den Balkan-Meisterschaften in Stara Sagora in 4:25,56 min die Bronzemedaille über 1500 m und belegte in 9:57,43 min den sechsten Platz im 3000-Meter-Lauf. 2019 wurde sie bei den erstmals ausgetragenen U23-Mittelmeer-Hallenmeisterschaften in Miramas in 2:12,44 min Vierte über 800 m und schied dann im Juli bei den U23-Europameisterschaften in Gävle mit 4:48,81 min im Vorlauf über 1500 m aus. Anfang September gewann sie bei den Balkan-Meisterschaften in Prawez in 10:29,93 min die Bronzemedaille über 3000 m und wurde in 4:30,78 min Fünfte über 1500 m. Im Dezember gelangte sie bei den Crosslauf-Europameisterschaften in Lissabon nach 24:13 min auf Rang 55 im U23-Rennen. 
2020 belegte sie bei den Balkan-Meisterschaften in Istanbul in 2:11,43 min den siebten Platz über 800 m und 2022 wurde sie bei den Balkan-Hallenmeisterschaften ebendort in 4:25,82 min Sechste über 1500 m.
2018 wurde Çelik türkische Meisterin im 1500-Meter-Lauf im Freien sowie 2017 in der Halle. Zudem wurde sie 2018 Meisterin im 800-Meter-Lauf sowie 2019 über 3000 m.

## Persönliche Bestleistungen
- 800 Meter: 2:08,50 min, 20. Mai 2018 in Mersin
  - 800 Meter (Halle): 2:09,51 min, 26. Februar 2022 in Istanbul
- 1500 Meter: 4:23,52 min, 7. Juli 2018 in Bursa
  - 1500 Meter (Halle): 4:25,82 min, 5. März 2022 in Istanbul
- 3000 Meter: 9:57,43 min, 20. Juli 2018 in Stara Sagora
  - 3000 Meter (Halle): 9:21,15 min, 26. Dezember 2021 in Istanbul